# 성서유니온선교회

성서유니온선교회(Scripture Union)는 개신교 선교단체이자 출판사이다.

## 설명
성서유니온 선교회에서는 자신들을 특정 기독교 교파에 속하지 않은 그리스도중심의 개신교(말씀)운동이라고 소개하고 있다. 1867년 영국에서 설립되었고, 세계의 개인과 교회들이 연대하여 일하고 있다. 성서유니온 지부는 대한민국, 말레이시아, 탄자니아, 루마니아 등 전세계 122개 국가에 조직되어 있고, 한국에서는 1972년 영국 OMF의 선교사들에 의해 시작되었다.
성서유니온의 활동목적은 우리 주님인 예수 그리스도에 대한 복종과 성령안에서의 믿음으로 전도(Missionary),훈련(Training), 출판(Pubblishing)이라는 다양한 활동을 함으로써, 청소년(young people)들과 성인들이 하나님을 알도록 돕는 데 있다. 현재 한국 성서 유니온의 가장 두드러지는 활동은 QT 잡지인 매일성경의 발간이며, 전국 13개 지부에서 다양한 QT세미나와 교육 프로그램을 실시하고 있다. 또한 성서유니온선교회 출판부를 통해 개신교 도서들을 출간하고 있다.

## 출판사업
- 격월간 성경 묵상집 <매일성경> 발간
- 연령별 성서출판(성인,어린이, 청소년)
- 인쇄 또는 전자적인 매체의 성서해설서(Bible Guide)
- 어린이 기독교 단행본-대림절 달력(Advent Calendar) 등의 어린이 대상 기독교단행본 발행.
- 교회력교재(Seasonal)-성 금요일(Good Friday), 부활절(Easter)에 대해 설명하는 이야기책
- 청소년대상 기독교단행본
- 멀티미디어 성서교재

## 같이 보기
- 국제 복음주의 학생회